# Wildcats de London
Les Wildcats de London, ou London Wildcats en anglais, sont une franchise de hockey sur glace professionnel qui évoluait dans la Colonial Hockey League (CoHL) lors de la saison 1994-1995. L'équipe était basée à London, en Ontario, une province du Canada.
Basée à St. Thomas en Ontario, de 1991 à 1994 sous le nom des Wildcats de St. Thomas, l'équipe suspend ses activités pour la saison 1995-1996 avant d'être relocalisée à Dayton, dans l'État de l'Ohio aux États-Unis pour devenir les Ice Bandits de Dayton.

## Historique
Avant d'être basée à London, la franchise était située à St. Thomas depuis 1991 sous le nom des Wildcats de St. Thomas. Elle était l'une des équipes de la saison inaugurale 1991-1992 de la Colonial Hockey League (CoHL). Pour ses deux premières saisons, St. Thomas atteint la finale de la Coupe Coloniale mais s'incline à chaque reprise.
En 1994, l'équipe est relocalisée et devient les Wildcats de London. Cette même année, ils deviennent l'un des clubs-écoles des Nordiques de Québec de la Ligue nationale de hockey. À l'issue de la saison régulière, les Wildcats finissent deuxième de la Division Est. En séries éliminatoires, ils sont éliminés par les futures finalistes, le Fury de Muskegon, 4 victoires à 1.
Précédent la saison 1995-96, les Wildcats suspendent leurs activités. La franchise est réactivée un an plus tard après avoir été déménagée à Dayton, dans l'État de l'Ohio aux États-Unis où ils deviennent les Ice Bandits de Dayton. De nouveau inactive après une édition jouée, l'équipe revient en 1998, cette fois-ci basée à Utica dans l'état de New York, sous le nom des Prowlers de Mohawk Valley. En 2001, la franchise met un terme définitif à ses activités.

## Statistiques
| Saison  |    | Saison régulière | Saison régulière | Saison régulière | Saison régulière | Saison régulière | Saison régulière | Saison régulière | Saison régulière      | Saison régulière     |  | Séries éliminatoires |
| Saison  | PJ | V                | D                | N                | Pts              | BP               | BC               | Pun              | Classement            |                      |  | Séries éliminatoires |
| 1994-95 | 74 | 34               | 38               | 2                | 70               | 341              | 380              | 1 301            | 2e de la Division Est | 1-4 Fury de Muskegon |  |                      |

## Joueurs
39 joueurs ont porté les couleurs des Wildcats de London au cours de la seule saison de leur existence. Trevor Dam est celui qui a joué le plus de parties (72). Avec 94 points inscrits dont 59 aides, Kent Hawley en est le meilleur pointeur et passeur tandis que Wayne Thompson est le meilleur buteur avec 43 réalisations. Avec 165 minutes de pénalité, Jason Taylor est le joueur le plus puni.